# Dizzy Dean
Pour les articles homonymes, voir Dean.
Jay Hanna Dean dit Dizzy Dean (16 janvier 1910 - 17 juillet 1974), est un joueur américain de baseball évoluant en Ligue majeure de baseball entre 1930 et 1947. Sélectionné quatre fois au match des étoiles (1934, 1935, 1936 et 1937) et joueur par excellence de la Ligue nationale en 1934, ce lanceur partant remporte la Série mondiale 1934 avec les Cardinals de Saint-Louis. Élu au Temple de la renommée du baseball en 1953, il devient un commentateur de match fameux à la télévision dès les années 1940.

## Biographie
Dizzy fait ses débuts en Ligue majeure le 28 septembre 1930 avec les Cardinals de Saint-Louis. Avec les Cards, il est sélectionné quatre fois au match des étoiles (1934, 1935, 1936 et 1937), est désigné joueur par excellence de la Ligue nationale en 1934, et remporte la Série mondiale 1934. Il est également désigné Sportif de l'année par Associated Press en 1934.
Échangé le 16 avril 1938 aux Cubs de Chicago en retour de Curt Davis, Clyde Shoun, Tuck Stainback et 185 000 dollars, il met un terme à sa carrière de joueur en 1941.
Après sa carrière de joueur, il devient commentateur de match pour la radio puis la télévision. Le 28 septembre 1947, Dizzy fait un retour éphémère au jeu. Présent au match opposant les Browns de Saint-Louis aux White Sox de Chicago pour assurer le commentaire à la radio, il prétend être encore supérieur à 90 % des lanceurs en activité en Ligues majeures. Pris au mot, il se retrouve sur le monticule sous les couleurs des Browns et prouve que ses qualités restaient intactes en lançant quatre manches sans accorder de points. De retour dans la cabine de commentateurs, il déclare malicieusement : « je pense que j'aurai pu gagner ce match en lançant d'ici (de la cabine de commentateur), mais je ne préfère pas essayer... ».